# 蒙德韦尔
蒙德韦尔（法語：Mondevert，法語發音：[mɔ̃dvɛʁ]）是法国伊勒-维莱讷省的一个市镇，位于该省东部，属于富热尔-维特雷区。

## 地理
蒙德韦尔（48°5'3"N, 1°5'56"W）面积5.02 平方千米，位于法国布列塔尼大區伊勒-维莱讷省，该省份为法国西北部沿海省份，位于布列塔尼半岛东部，北濒大西洋，西接阿摩尔滨海省和莫尔比昂省，南至大西洋卢瓦尔省，西南端接曼恩-卢瓦尔省，东临马耶讷省，东北与芒什省接壤。
与蒙德韦尔接壤的市镇（或旧市镇、城区）包括：阿让特雷迪普莱西、布雷阿勒苏维特雷、埃尔布雷、勒佩特尔。

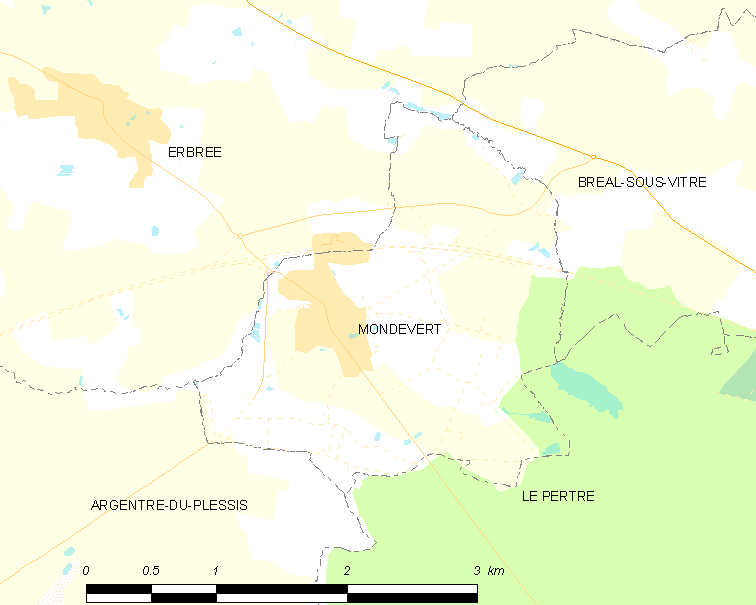
蒙德韦尔的OSM定位图

蒙德韦尔的时区为UTC+01:00、UTC+02:00（夏令时）。

## 行政
蒙德韦尔的邮政编码为35370，INSEE市镇编码为35183。

## 政治
蒙德韦尔所属的省级选区为维特雷县。

## 人口

1962-2008年间蒙德韦尔人口变化图示

蒙德韦尔于2022年1月1日时的人口数量为806人。